# Hôtel Veillet-Dufrêche

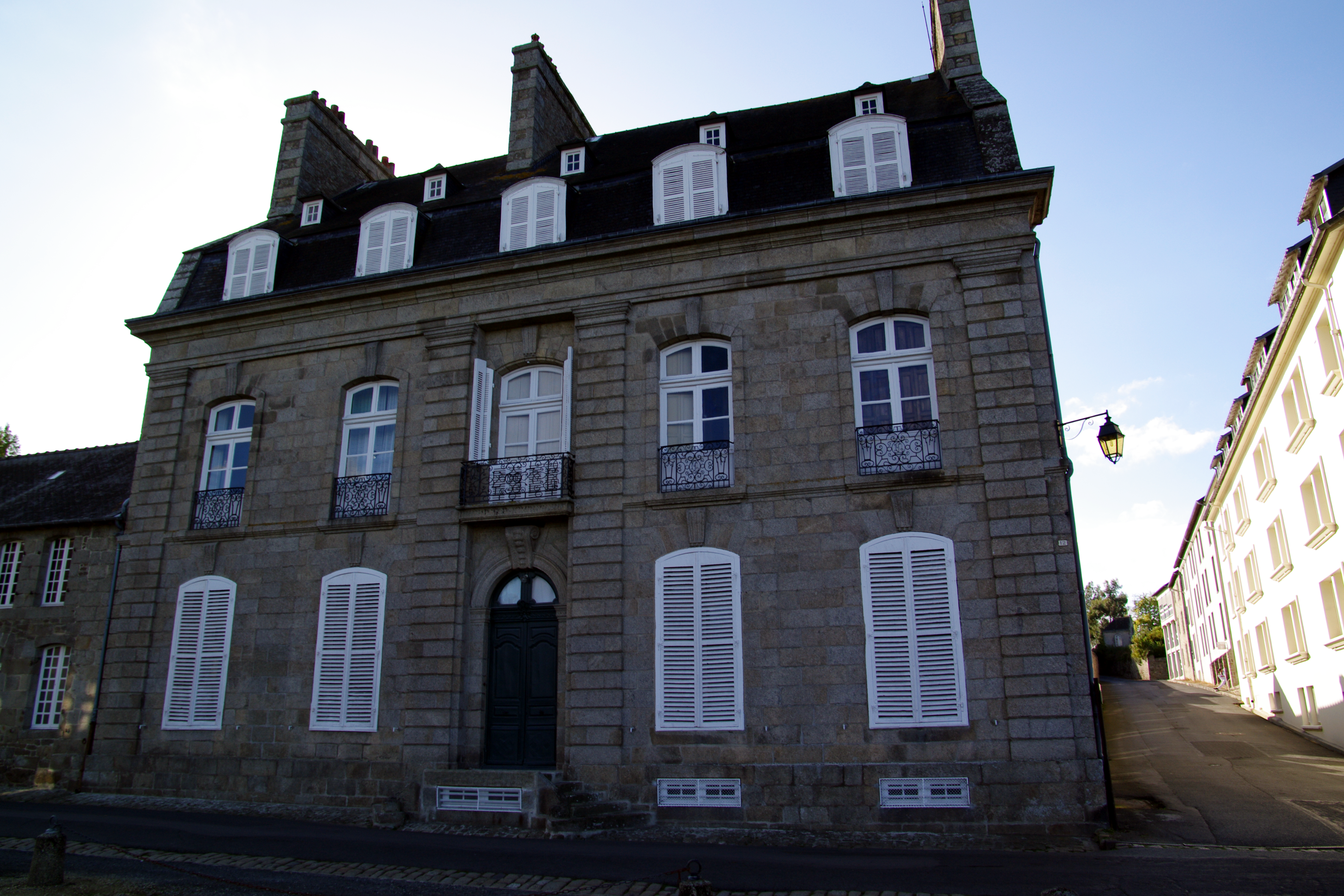
Hôtel Veillet-Dufrêche in Moncontour

Das Hôtel Veillet-Dufrêche in Moncontour, einer französischen Gemeinde im Département Côtes-d’Armor in der Region Bretagne, wurde im 18. Jahrhundert errichtet. Das Hôtel particulier an der Rue Veillet-Dufrêche Nr. 12 wurde 1969 als Monument historique in die Liste der Baudenkmäler in Frankreich aufgenommen.
Der Stadtpalast wurde für Jean-Baptiste Veillet-Dufrêne erbaut, der ein wichtiges Tuchhandelshaus leitete, das auch Segeltuch für die Armada Española lieferte. Das zweigeschossige Gebäude mit fünf Fensterachsen und hohen Kaminen erinnert an die Villen der Kaufleute von Saint-Malo, die als malouinières bezeichnet werden. 
Die Zimmer sind mit Holzvertäfelungen ausgestattet, die von einheimischen Möbelschreinern gefertigt wurden.